# Eirik Lunder
Eirik Lunder (Stavanger, 9 juni 1999) is een Noors wielrenner die sinds 2022 voor Team Coop uitkomt.

## Carrière
Vanaf eind april 2019 tot eind 2021 reed Lunder voor Team Coop. Namens die ploeg won hij in juli 2021 de openingsetappe van de Ronde van Mazovië. De leiderstrui die hij daaraan overhield raakte hij na de derde etappe kwijt aan ploeggenoot Tord Gudmestad, alvorens hij de leiding in de laatste etappe terugpakte en zo het eindklassement op zijn naam schreef. Tijdens een stageperiode bij Gazprom-RusVelo later dat jaar nam hij deel aan de Ronde van Slowakije, waar hij drie dagen aan de leiding van het jongerenklassement stond.
In 2022 werd Lunder prof bij Gazprom-RusVelo. Voor die ploeg reed hij dat seizoen enkel de Ronde van Antalya, alvorens hun licentie vanwege de Russische invasie van Oekraïne werd ingetrokken. In april keerde hij terug bij zijn oude ploeg, Team Coop. Dat jaar werd hij onder meer elfde op het nationale kampioenschap tijdrijden en vijftiende in de Gylne Gutuer.

## Overwinningen
2021
1e etappe Ronde van Mazovië
Eind- en jongerenklassement Ronde van Mazovië
2023
Grote Prijs van Rhodos

## Ploegen
- 2019 –  Team Coop (vanaf 29 april)
- 2020 –  Team Coop
- 2021 –  Team Coop
- 2021 –  Gazprom-RusVelo (stagiair vanaf 1 augustus)
- 2022 –  Gazprom-RusVelo (tot 1 maart)
- 2022 –  Team Coop (vanaf 13 april)
- 2023 –  Team Coop-Repsol

Bojev · Canola · D. Cima · I. Cima · Dversnes · Kotsjetkov · Kreuziger · Koezmin · Koeznetsov · Lucca · Lunder · Nekrasov · Nych · Rikoenov · Rovny · Scaroni · Sjaloenov · Strachov · Strachov · Tsjerkasov · Tsjernetski · Vacek · Velasco · Zakarin
Canola · Carboni · Conci · Díaz · Fedeli · Kotsjetkov · Michael Kukrle · Lunder · Malucelli · Nekrasov · Nych · Piccolo · Rikoenov · Rivera · Rovny · Scaroni · Strachov · Tsjerkasov · Tsjernetski · Vacek · Zakarin